# برت هلکویست
برت هلکوئیست (به انگلیسی: Brett Helquist) نقاش و تصویرگر آمریکایی است.
او در گونادو آریزونا زاده شده و در اورم ایالت یوتا بزرگ شده‌است و هم‌اکنون در نیویورک زندگی می‌کند . لیسانسش را را در رشته هنرهای زیبا گرفته‌است از دانشگاه بریگهام یانگ شغل او تا کنون تصویرگری بوده‌است آثار او در کریکت و نیویورک تایمز چاپ شده‌است.